# Final Kill
Final Kill (conocida en Países Bajos como Assassination Island) es una película de acción de 2020, dirigida por Justin Lee, que a su vez la escribió y protagonizada por Ed Morrone, Randy Couture, Drew Pinsky y Danny Trejo, entre otros. El filme fue realizado por Hillin Entertainment, TB Films, Benetone Films, Legion XIII y Standing O Productions, se estrenó el 6 de marzo de 2020.

## Sinopsis
Un experto en protección acepta su última tarea antes de retirarse, custodiando a una pareja que robó ocho millones de dólares a una peligrosa familia criminal.